# 劉貴
劉 貴（りゅう き、? - 539年）は、中国の北魏末から東魏にかけての軍人。本貫は秀容郡陽曲県。

## 経歴
劉乾の子として生まれた。懐朔鎮にあって高歓と友情を結んだ。のちに爾朱栄の下で騎兵参軍をつとめた。建義元年（528年）、河陰の変の計画策定に参与し、敷城県伯に封じられた。左将軍・太中大夫となり、間もなく公に進んだ。爾朱栄の信任あつく、撫軍将軍の号を加えられた。永安3年（530年）、涼州刺史となった。
長広王元曄が即位し、爾朱世隆が政権を握ると、劉貴は征南将軍・金紫光禄大夫・尚書左僕射・西道行台となり、行台の元顕恭と正平で対峙した。劉貴は元顕恭を撃破して、元顕恭や裴儁らを捕らえた。晋州刺史に任じられた。普泰元年（531年）、行汾州事に転じた。高歓が反爾朱氏の兵を起こすと、劉貴は城を棄てて鄴におもむき、高歓に帰順した。太昌元年（532年）、本官のまま肆州刺史に任ぜられ、行建州事に転じた。天平元年（534年）、陝州刺史となった。
天平4年（537年）、御史中尉・肆州大中正となった。この年、行台僕射を加えられ、侯景・高昂らとともに独孤信を洛陽で攻撃した。興和元年（539年）11月、死去した。都督冀定并殷瀛五州諸軍事・太保・太尉公・録尚書事・冀州刺史の位を追贈され、諡を忠武といった。
子に劉元孫・劉洪徽がいた。劉元孫は員外郎・肆州中正となり、早逝した。劉洪徽が後を嗣ぎ、仮の儀同三司となって、奏門下事をつとめた。

## 伝記資料
- 『北斉書』巻19 列伝第11
- 『北史』巻53 列伝第41